# Тархали-Великі
Тархали-Великі (пол. Tarchały Wielkie, нім. Tarchenfeld) — село в Польщі, у гміні Одолянув Островського повіту Великопольського воєводства.
Населення — 1299 осіб (2011).

## Демографія
Демографічна структура станом на 31 березня 2011 року:
|          | Загалом | Допрацездатний вік | Працездатний вік | Постпрацездатний вік |
| -------- | ------- | ------------------ | ---------------- | -------------------- |
| Чоловіки | 629     | 142                | 421              | 66                   |
| Жінки    | 670     | 148                | 390              | 132                  |
| Разом    | 1299    | 290                | 811              | 198                  |